# Survivor: Kaôh Rōng
Survivor: Kaôh Rōng — Brains vs. Brawn vs. Beauty, es la trigésima segunda temporada del reality show estadounidense de supervivencia Survivor, transmitido por la cadena CBS. Se estrenó el 17 de febrero de 2016. La temporada fue filmada en Koh Rong, Camboya, la misma ubicación que Survivor: Cambodia.
Esta temporada fue filmada antes que su antecesora Survivor: Cambodia, pero se decidió que esta temporada fuera estrenada después.

## Equipo del programa
- Presentador: Jeff Probst lidera los desafíos grupales, individuales y los consejos tribales.[3]

## Concursantes
El elenco estuvo compuesto por 18 nuevos jugadores, divididos en tres tribus: To Tang (Fuerza), Chan Loh (Inteligencia), y Gondol (Belleza), que contiene seis miembros cada uno.
| Concursante                                    | Tribu Original | Tribu Mezclada      | Tribu Fusionada      | Resultado final                                | Votos |
| ---------------------------------------------- | -------------- | ------------------- | -------------------- | ---------------------------------------------- | ----- |
| Michele Fitzgerald 24, Freehold, New Jersey    | Gondol         | Chan Loh            | Dara                 | Única Sobreviviente                            | 2     |
| Aubry Bracco 29, Cambridge, Massachusetts      | Chan Loh       | Gondol              | Dara                 | Finalista                                      | 8     |
| Tai Trang 51, San Francisco, California        | Gondol         | Gondol              | Dara                 | Finalista                                      | 4     |
| Cydney Gillon 23, Douglasville, Georgia        | To Tang        | Chan Loh            | Dara                 | 12.da Eliminada 8.vo Miembro del jurado Día 37 | 5     |
| Joseph "Joe" Del Campo 72, Vero Beach, Florida | Chan Loh       | Gondol              | Dara                 | Evacuado 7.mo Miembro del jurado Día 34        | 1     |
| Kyle Jason 31, Detroit, Míchigan               | To Tang        | Chan Loh            | Dara                 | 11.er Eliminado 6.to Miembro del jurado Día 32 | 5     |
| Julia Sokolowski 19, Boston, Massachusetts     | Gondol         | Gondol              | Dara                 | 10.ma Eliminada 5.to Miembro del jurado Día 29 | 7     |
| Scot Pollard 40, Carmel, Indiana               | To Tang        | Gondol              | Dara                 | 9.no Eliminado 4.to Miembro del jurado Día 27  | 7     |
| Debbie Wanner 49, Reading, Pennsylvania        | Chan Loh       | Chan Loh            | Dara                 | 8.va Eliminada 3.er Miembro del jurado Día 24  | 5     |
| Nick Maiorano 30, Redondo Beach, California    | Gondol         | Chan Loh            | Dara                 | 7.mo Eliminado 2.do Miembro del jurado Día 22  | 6     |
| Neal Gottlieb 38, Sausalito, California        | Chan Loh       | Chan Loh            | Dara                 | Evacuado 1.er Miembro del jurado Día 19        | 0     |
| Peter Baggenstos 34, Minneapolis, Minnesota    | Chan Loh       | Gondol              |                      | 6.° Eliminado Día 16                           | 7     |
| Anna Khait 26, Brooklyn, New York              | Gondol         | Gondol              | 5.ª Eliminada Día 13 | 5                                              |       |
| Alecia Holden 24, Dallas, Texas                | To Tang        |                     | 4.ª Eliminada Día 11 | 8                                              |       |
| Caleb Reynolds 28, Hopkinsville, Kentucky      | Gondol         | Evacuado Día 9      | 0                    |                                                |       |
| Elisabeth "Liz" Markham 27, Brooklyn, New York | Chan Loh       | 3.ª Eliminada Día 8 | 5                    |                                                |       |
| Jennifer Lanzetti 38, Salt Lake City, Utah     | To Tang        | 2.ª Eliminada Día 6 | 3                    |                                                |       |
| Darnell Hamilton 27, Chicago, Illinois         | To Tang        | 1.° Eliminado Día 3 | 7                    |                                                |       |

### Después de Filmar

#### The Challenge
| Miembro del Elenco | Desafíos | Desafíos ganados | Dinero ganado |
| ------------------ | --- | ---------------- | ------------- |
| Michele Fitzgerald | Espías, Mentiras y Aliados, Todo o Nada, The Challenge USA 2, Batalla por un Nuevo Campeón, La Batalla de las Eras | –                | $0            |

Desafío en negrita indica que el concursante fue finalista en esa temporada.

## Desarrollo
| Episodio                            | Fecha de emisión      | Ganadores de los desafíos      | Ganadores de los desafíos | Eliminado(a)        | Final                                          |
| Episodio                            | Fecha de emisión      | Recompensa                     | Inmunidad                 | Eliminado(a)        | Final                                          |
| ----------------------------------- | --------------------- | ------------------------------ | ------------------------- | ------------------- | ---------------------------------------------- |
| "I'm a Mental Giant"                | 17 de febrero de 2016 | Chan Loh                       | Chan Loh                  | Darnell             | 1.° Eliminado Día 3                            |
| "I'm a Mental Giant"                | 17 de febrero de 2016 | Gondol                         |                           | Darnell             | 1.° Eliminado Día 3                            |
| "Kindergarten Camp"                 | 24 de febrero de 2016 | Gondol                         | Gondol                    | Jennifer            | 2.ª Eliminada Día 6                            |
| "Kindergarten Camp"                 | 24 de febrero de 2016 | Chan Loh                       |                           | Jennifer            | 2.ª Eliminada Día 6                            |
| "The Circle of Life"                | 2 de marzo de 2016    | Gondol                         | Gondol                    | Liz                 | 3.ª Eliminada Día 8                            |
| "The Circle of Life"                | 2 de marzo de 2016    | To Tang                        |                           | Liz                 | 3.ª Eliminada Día 8                            |
| "Signed, Sealed and Delivered"      | 9 de marzo de 2016    | Chan Loh                       | Chan Loh                  | Caleb               | Evacuado Día 9                                 |
| "Signed, Sealed and Delivered"      | 9 de marzo de 2016    | Gondol                         | Gondol                    | Alecia              | 4.ª Eliminada Día 11                           |
| "The Devils We Know"                | 16 de marzo de 2016   | N/A                            | Chan Loh                  | Anna                | 5.ª Eliminada Día 13                           |
| "Play or Go Home"                   | 23 de marzo de 2016   | Gondol                         | Chan Loh                  | Peter               | 6.° Eliminado Día 16                           |
| "It's Merge Time"                   | 30 de marzo de 2016   | N/A                            | Nick                      | Neal                | Evacuado 1.er Miembro del jurado Día 19        |
| "The Jocks vs. the Pretty People"   | 6 de abril de 2016    | Debbie, Julia, Nick, Scot, Tai | Tai                       | Nick                | 7.mo Eliminado 2.do Miembro del jurado Día 22  |
| "It's Psychological Warfare"        | 13 de abril de 2016   | Jason, Julia, Scot, Tai        | Julia                     | Debbie              | 8.va Eliminada 3.er Miembro del jurado Día 24  |
| "I'm Not Here to Make Good Friends" | 20 de abril de 2016   | Julia, Michele, Tai            | Jason                     | Scot                | 9.no Eliminado 4.to Miembro del jurado Día 27  |
| "It's a 'Me' Game, Not a 'We' Game" | 27 de abril de 2016   | Cydney, Michele, [Aubry]       | Michele                   | Julia               | 10.ma Eliminada 5.to Miembro del jurado Día 29 |
| "Now's the Time to Start Scheming"  | 4 de mayo de 2016     | Jason, Michele, Tai            | Cydney                    | Jason               | 11.er Eliminado 6.to Miembro del jurado Día 32 |
| "With Me or Not with Me"            | 11 de mayo de 2016    | Joe, [Aubry, Cydney]           | N/A                       | Joe                 | Evacuado 7.mo Miembro del jurado Día 34        |
| "Not Going Down Without a Fight"    | 18 de mayo de 2016    | Aubry, [Cydney]                | Michele                   | Cydney              | 12.da Eliminada 8.vo Miembro del jurado Día 37 |
| "Reunion Show"                      | 18 de mayo de 2016    | Michele                        |                           | Voto del jurado     | Voto del jurado                                |
| "Reunion Show"                      | 18 de mayo de 2016    | Michele                        | Tai                       | Finalista           |                                                |
| "Reunion Show"                      | 18 de mayo de 2016    | Michele                        | Aubry                     | Finalista           |                                                |
| "Reunion Show"                      | 18 de mayo de 2016    | Michele                        | Michele                   | Única Sobreviviente |                                                |

Notas
1. 1 2 3 4 5 6  Recompensa combinada con el desafío de inmunidad.
2. 1 2  Michele ganó la segunda recompensa del episodio final, que era quitar a una persona del jurado, así eligió quitar el puesto de jurado a Neal, por lo que Neal no podría votar en la final.

## Votos del «Consejo Tribal»
| Episodio #: | 1       | 1       | 2        | 3      | 3     | 4        | 4      | 5     | 6     | 7        | 8       | 9      | 10    | 11    | 12           | 13       | 14     |       |  |  |  |  |  |  |  |  |  |  |  |  |  |  |  |  |  |  |
| Día #       | 3       | 3       | 6        | 8      | 8     | 9        | 11     | 13    | 16    | 19       | 22      | 24     | 27    | 29    | 32           | 34       | 37     |       |  |  |  |  |  |  |  |  |  |  |  |  |  |  |  |  |  |  |
| Eliminados: | Empate  | Darnell | Jennifer | Empate | Liz   | Caleb    | Alecia | Anna  | Peter | Neal     | Nick    | Debbie | Scot  | Julia | Jason        | Joe      | Cydney |       |  |  |  |  |  |  |  |  |  |  |  |  |  |  |  |  |  |  |
| Votos:      | 3–3     | 4–0     | 3-2      | 2-2-2  | 3-0-0 | Abandona | 3-1    | 5-1   | 4-2   | Abandona | 6-2-1-1 | 4-3-2  | 4-2-2 | 5-2   | 4-2-1        | Abandona | 2-2    |       |  |  |  |  |  |  |  |  |  |  |  |  |  |  |  |  |  |  |
| Concursante | Votos   | Votos   | Votos    | Votos  | Votos | Votos    | Votos  | Votos | Votos | Votos    | Votos   | Votos  | Votos | Votos | Votos        | Votos    | Votos  | Votos |  |  |  |  |  |  |  |  |  |  |  |  |  |  |  |  |  |  |
| Michele     |         |         |          |        |       |          |        |       |       |          | Nick    | Debbie | Tai   | Julia | Jason        |          | Aubry  |       |  |  |  |  |  |  |  |  |  |  |  |  |  |  |  |  |  |  |
| Aubry       |         |         |          | Peter  | N/A   |          |        | Anna  | Peter |          | Nick    | Debbie | Scot  | Julia | Jason        |          | Cydney |       |  |  |  |  |  |  |  |  |  |  |  |  |  |  |  |  |  |  |
| Tai         |         |         |          |        |       |          |        | Anna  | Peter |          | Jason   | Cydney | Scot  | Julia | Michele (x2) |          | Cydney |       |  |  |  |  |  |  |  |  |  |  |  |  |  |  |  |  |  |  |
| Cydney      | Alecia  | Darnell | Jennifer |        |       |          | Alecia |       |       |          | Nick    | Debbie | Scot  | Julia | Jason        |          | Aubry  |       |  |  |  |  |  |  |  |  |  |  |  |  |  |  |  |  |  |  |
| Joe         |         |         |          | Liz    | Liz   |          |        | Anna  | Julia |          | Nick    | Scot   | Scot  | Julia | Jason        |          |        |       |  |  |  |  |  |  |  |  |  |  |  |  |  |  |  |  |  |  |
| Jason       | Alecia  | Darnell | Jennifer |        |       |          | Alecia |       |       |          | Aubry   | Cydney | Aubry | Tai   | Joe          |          |        |       |  |  |  |  |  |  |  |  |  |  |  |  |  |  |  |  |  |  |
| Julia       |         |         |          |        |       |          |        | N/A   | Peter |          | Nick    | Debbie | Tai   | Tai   |              |          |        |       |  |  |  |  |  |  |  |  |  |  |  |  |  |  |  |  |  |  |
| Scot        | Darnell | Darnell | Alecia   |        |       |          | Alecia | Anna  | Peter |          | Aubry   | Cydney | Aubry |       |              |          |        |       |  |  |  |  |  |  |  |  |  |  |  |  |  |  |  |  |  |  |
| Debbie      |         |         |          | Liz    | Liz   |          |        |       |       |          | Nick    | Scot   |       |       |              |          |        |       |  |  |  |  |  |  |  |  |  |  |  |  |  |  |  |  |  |  |
| Nick        |         |         |          |        |       |          |        |       |       |          | Debbie  |        |       |       |              |          |        |       |  |  |  |  |  |  |  |  |  |  |  |  |  |  |  |  |  |  |
| Neal        |         |         |          | Peter  | Liz   |          |        |       |       |          |         |        |       |       |              |          |        |       |  |  |  |  |  |  |  |  |  |  |  |  |  |  |  |  |  |  |
| Peter       |         |         |          | Aubry  | N/A   |          |        | Anna  | Julia |          |         |        |       |       |              |          |        |       |  |  |  |  |  |  |  |  |  |  |  |  |  |  |  |  |  |  |
| Anna        |         |         |          |        |       |          |        | Peter |       |          |         |        |       |       |              |          |        |       |  |  |  |  |  |  |  |  |  |  |  |  |  |  |  |  |  |  |
| Alecia      | Darnell | N/A     | Jennifer |        |       |          | Scot   |       |       |          |         |        |       |       |              |          |        |       |  |  |  |  |  |  |  |  |  |  |  |  |  |  |  |  |  |  |
| Caleb       |         |         |          |        |       |          |        |       |       |          |         |        |       |       |              |          |        |       |  |  |  |  |  |  |  |  |  |  |  |  |  |  |  |  |  |  |
| Liz         |         |         |          | Aubry  | N/A   |          |        |       |       |          |         |        |       |       |              |          |        |       |  |  |  |  |  |  |  |  |  |  |  |  |  |  |  |  |  |  |
| Jennifer    | Darnell | Darnell | Alecia   |        |       |          |        |       |       |          |         |        |       |       |              |          |        |       |  |  |  |  |  |  |  |  |  |  |  |  |  |  |  |  |  |  |
| Darnell     | Alecia  | N/A     |          |        |       |          |        |       |       |          |         |        |       |       |              |          |        |       |  |  |  |  |  |  |  |  |  |  |  |  |  |  |  |  |  |  |

### Jurado
| Votos del jurado | Votos del jurado | Votos del jurado | Votos del jurado |
| Episodio #       | 14               | 14               | 14               |
| ---------------- | ---------------- | ---------------- | ---------------- |
| Día #            | 39               | 39               | 39               |
| Finalistas       | Aubry            | Tai              | Michele          |
| Votos            | 5-2              | 5-2              | 5-2              |
|                  |                  |                  |                  |
| Jurado           | Voto             | Voto             | Voto             |
| Cydney           |                  |                  | Michele          |
| Joe              | Aubry            |                  |                  |
| Jason            |                  |                  | Michele          |
| Julia            |                  |                  | Michele          |
| Scot             |                  |                  | Michele          |
| Debbie           |                  |                  | Michele          |
| Nick             | Aubry            |                  |                  |
| Neal             |                  |                  |                  |

Notas
1. ↑  La primera votación resultó en un empate (Darnell y Alecia con tres votos cada uno), por lo cual se realizó una re-votación. Los participantes involucrados en el empate no votarían y los  restantes solo podían votar por los dos empatados.
2. ↑  La primera votación resultó en un triple empate (Aubry, Peter y Liz con dos votos cada uno), por lo cual se realizó una re-votación. Los participantes involucrados en el empate no votarían y los  restantes solo podían votar por los tres empatados.
3. ↑  Tai usó la ventaja de doble voto contra Michele.
4. ↑  La votación resultó en un empate (Aubry y Cydney con dos votos cada una), por lo cual se realizó un reto de fuego para determinar la eliminación, así perdiendo y siendo eliminada Cydney.
5. ↑  Debido a que los equipos iban a ser impares, un participante tenía que ser exiliado hasta que otro participante fuera expulsado, en este caso fue Julia, que estuvo exiliada hasta que Anna fue expulsada, así Julia entró a la tribu Gondol y las tribus quedaron con el mismo número de miembros.
6. ↑  Michele ganó la segunda recompensa del episodio final, que era quitar a una persona del jurado, así eligió quitar el puesto de jurado a Neal, por lo que Neal no podría votar en la final.